# Prințesa Joséphine Caroline a Belgiei
Prințesa Joséphine Caroline a Belgiei (18 octombrie 1872 – 6 ianuarie 1958) a fost fiica Prințului Filip, Conte de Flandra și a Prințesei Maria de Hohenzollern-Sigmaringen.
La 28 mai 1894, la Bruxelles, s-a căsătorit cu verișorul ei primar, Prințul Karl Anton de Hohenzollern, al treilea fiu al lui  Leopold, Prinț de Hohenzollern-Sigmaringen și al soției acestuia, Infanta Antónia a Portugaliei. Cuplul a avut următorii copii:
- Prințesa Stephanie Josephine Karola Philippine Leopoldine Marie de Hohenzollern (8 april 1895 - 7 august 1975), căsătorită la 18 mai 1921 cu Joseph Ernst, conte Fugger von Glott.
- Prințesa Marie Antoinette Wilhelmine Auguste Viktoria de Hohenzollern (23 octombrie 1896 – 4 iulie 1965), căsătorită la 27 noiembrie 1924 cu baronul Egon Eyrl von und zu Waldgries und Liebenaich. Au avut patru copii.
- Prințul Albrecht Ludwig Leopold Tassilo de Hohenzollern (28 septembrie 1898 – 30 iulie 1977), căsătorit la 19 mai 1921 cu Isle Margot Klara Willy von Friedeburg. Au avut cinci copii.
- Prințesa Henriette Leopoldine Wilhelmine de Hohenzollern (29 septembrie 1907 – 3 octombrie 1907)

## Arbore genealogic
1. ↑  „Prințesa Joséphine Caroline a Belgiei”, Gemeinsame Normdatei, accesat în 30 martie 2015